# Bent (toneel)
Bent is een door Martin Sherman geregisseerd toneelstuk uit 1979. Het draait om de vervolging van homo's in nazi-Duitsland en speelt zich af tijdens en na de Nacht van de Lange Messen.
De titel van het stuk verwijst naar een scheldwoord dat in sommige Europese landen naar homoseksuelen verwijst; in het Nederlands betekent de titel "verkeerd", "nichterig". Toen het stuk voor het eerst werd opgevoerd, was er nog maar weinig onderzoek verricht, of zelfs enige aandacht, naar de nazivervolging van homoseksuelen. In sommige opzichten heeft het stuk ertoe bijgedragen dat er in de jaren 80 en 90 van de twintigste eeuw meer onderzoek werd gedaan, ook voor het onderwijs.
Ian McKellen speelde de hoofdrol van Max toen de productie in 1979 in West End in première ging (in de film uit 1989 speelde hij de wat kleinere rol van Oom Freddie); op Broadway werd Max door Richard Gere gespeeld, wat hem een Theatre World Award opleverde. In 1989 regisseerde Sean Mathias een heruitgave van het stuk, een eenmalige benefiet-voorstelling voor Stonewall (een Londense liefdadigheidsinstelling voor lesbiennes, homo's en biseksuelen), met rollen voor Ian McKellen, Richard E. Grant, Ian Charleson, en Ralph Fiennes. Nadat het door de critici werd toegejuicht, maakte Sean Mathias er in 1990 een serie van met Ian McKellen, Paul Rhys, en Christopher Eccleston; het won de City Limits Award voor Heropvoering van het Jaar.
In 1997 bewerkte Martin Sherman het stuk voor de film Bent, welke door Sean Mathias werd geregisseerd.

## Verhaal
Max, een losbandige homo in de jaren 30 van de 20e eeuw in Berlijn, kan het niet zo goed vinden met zijn rijke familie vanwege zijn geaardheid. Op een avond, na de verbolgenheid van zijn vriend Rudy, komt hij thuis met een knappe man van de Sturmabteilung. Helaas had Hitler juist besloten om het Sturmabteilung corps op te doeken, omdat het berucht stond vanwege de homoseksuele neiging onder de rangen. De nieuwe vriend van Max wordt ontdekt en vermoord door mannen van de SS in het appartement van Max en Rudy. De twee moeten Berlijn ontvluchten.
De oom van Max, Freddie, die ook homo is maar een meer discreter leven leidt met een gigolo om aan zijn verlangens te voldoen, heeft nieuwe identiteitspapieren voor Max geregeld, maar Max weigert zijn naïeve vriend achter te laten. Met als resultaat dat de Gestapo hen vindt en hen op de trein naar het concentratiekamp in Dachau zet.
Op de trein schreeuwt Rudy om Max wanneer hij wordt meegenomen en in elkaar wordt geslagen. Als Rudy wordt teruggebracht, slaat Max Rudy dood en ontkent dat hij Rudy kent. Dan moet Max seks hebben met het dode lichaam van een tienermeisje om te "bewijzen" dat hij geen homo is. Max heeft gelogen tegen de bewakers en vertelt hen dat hij een Jood is, liever dan een homofiel, omdat hij gelooft dat zijn overlevingskansen groter zijn als hij de roze driehoek niet hoeft te dragen.
In het kamp raakt Max bevriend met Horst, die hem laat zien dat waardigheid en acceptatie een eenheid is. Ze worden verliefd op elkaar en worden een stel door hun gedachte en woorden. Nadat Horst door de kampbewakers is doodgeschoten, trekt Max het jasje met de roze driehoek van Horst aan en pleegt zelfmoord door zich vast te grijpen aan het schrikdraad.